# Vulcano Augustine

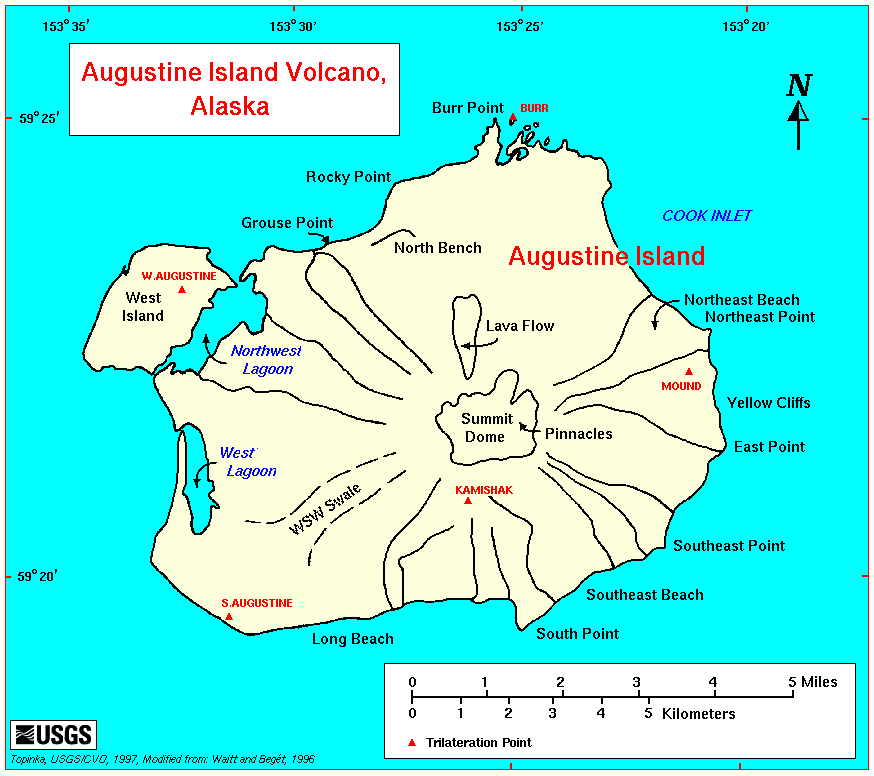
L'isola-vulcano Augustine

Il vulcano Augustine, che fa parte della Catena delle Aleutine, è formato da un duomo lavico e da un complesso di colate laviche, circondato da detriti piroclastici. Il vulcano costituisce l'isola omonima (Augustine Island) che è disabitata e si trova nel Borough della Penisola di Kenai in Alaska (USA).
L'isola ha una forma quasi circolare con una superficie di 83,872 km²; è situata nella baia Kamishak, all'ingresso meridionale della baia di Cook, a nord-est della penisola di Alaska, a sud-ovest della penisola di Kenai e a nord delle isole dell'arcipelago Kodiak. La città di Anchorage si trova a 280 km in direzione nord-est. Una piccola isola satellite si trova accanto alla sua costa ovest ed è chiamata West Island; la sua superficie è di 5,142 km².

## Eruzioni
- 1812[2]
- 1883[3]: prima eruzione documentata da scritti contemporanei
- 1935[4][5]
- 1944[6]
- 1963-64[7]: l'11 ottobre 1963 una serie di eruzioni si era susseguita per un periodo di 10 mesi, di cui le maggiori il 17 novembre e il 19 agosto 1964[5]
- 1971[8]
- 1976[9]: attività eruttiva ed esplosiva tra il 22 e il 25 gennaio; un'intensa eruzione il 6 febbraio seguita da altre nell'aprile dello stesso anno
- 1986[10]: il 27 marzo del 1986 l'eruzione coprì di cenere Anchorage interrompendo il traffico aereo
- 2005[11][12]: a metà dicembre del 2005 era gradualmente iniziata un'attività vulcanica con piccole scosse sismiche che sfociarono in un forte terremoto l'11 gennaio 2006, seguito da fenomeni esplosivi che raggiunsero i 10 km di altezza; altre potenti esplosioni seguirono il 13 e il 14 gennaio con eruzioni di lava nei giorni successivi.[12]

## Storia
Il capitano James Cook della Royal Navy raggiunse l'isola il 26 maggio 1778, giorno di Sant'Agostino e la chiamò Saint Augustine Island (isola di Sant'Agostino); alla fine del XVIII secolo nelle carte era indicata come Mount Saint Augustine.  Il navigatore spagnolo Ignacio de Arteaga y Bazán la registrò nel 1779 con il nome di Pan de Azúcar (pan di zucchero).
Il capitano Teben'kov della Marina imperiale russa, nella sua mappa del 1852, la chiamava Čërnoburoj (остров Чёрнобурой), che in italiano significa "marrone scuro" e, nel 1867, anche la National Geodetic Survey degli USA la indicava con il corrispettivo termine inglese Blackbrown Island.